# Sträters Männerhaushalt

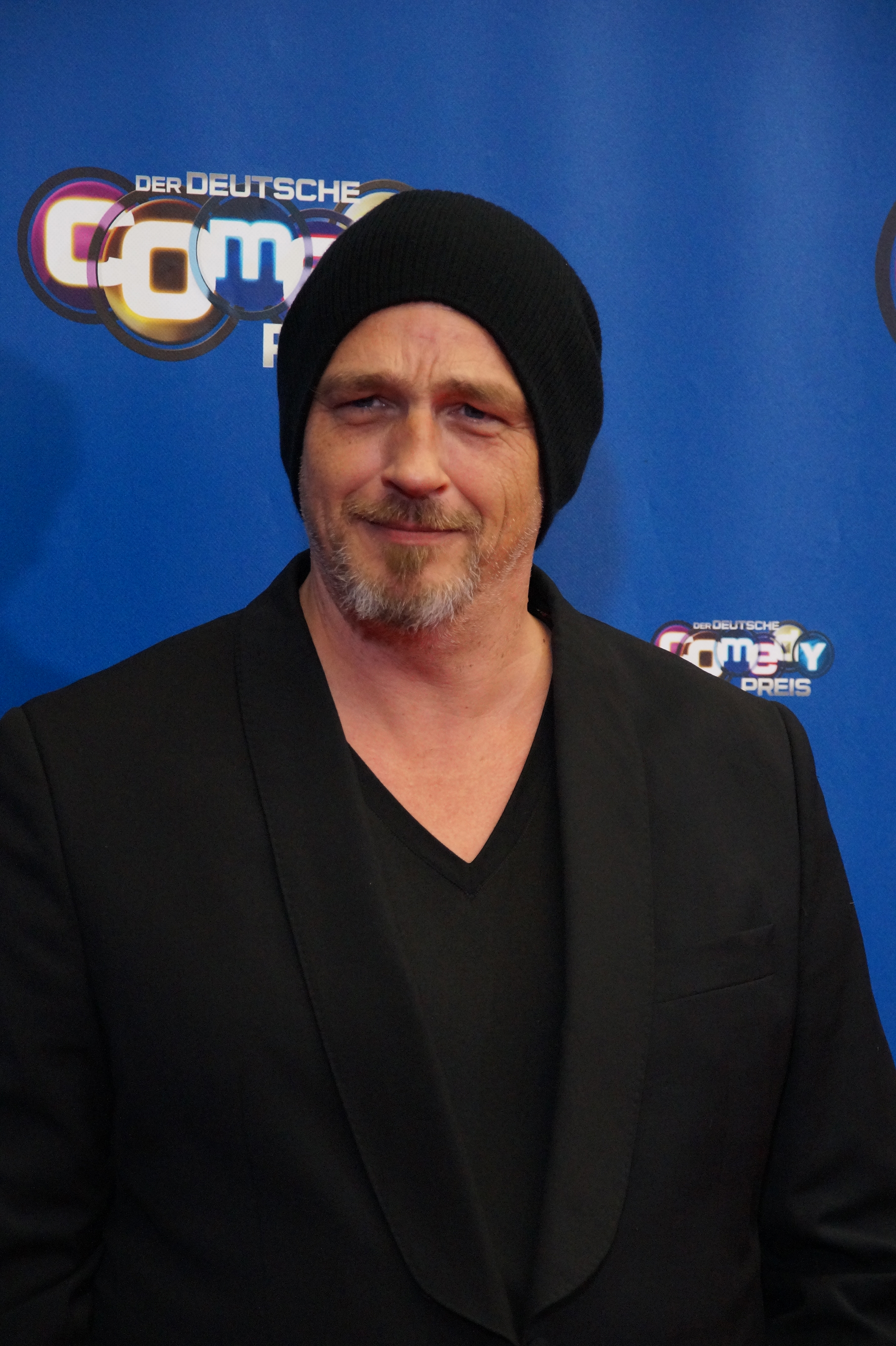
Torsten Sträter beim Deutschen Comedypreis 2016

Sträters Männerhaushalt war eine von der Prime Productions GmbH produzierte und vom 7. Mai 2016 bis zum 13. April 2019 im WDR Fernsehen (21:45 Uhr) erstausgestrahlte Comedy- und Talkshow mit dem Slam-Poeten, Kabarettisten und Comedy-Schriftsteller Torsten Sträter.

## Konzept
Der aus Dortmund im Ruhrgebiet stammende Sträter lud in seine Show jeweils zwei prominente Gäste ein. Die Sendung setzte sich aus Solo-Elementen wie Literatur zur Nacht oder Zeuch von Euch, Einspielern (z. B. Nähen! Bügeln! Dosenbier! – Haushaltstipps für echte Männer! oder Sträter Unterwegs) und den Gesprächen mit seinen Gästen zusammen. Als erstes stellte er jedes Mal die Frage: Was ist Heimat für dich?. Die Gäste bekamen zum Abschluss als Geschenk eine Mütze (eine Beanie, das Markenzeichen von Sträter) vom Gastgeber, der als gelernter Herrenschneider arbeitete. Aufgezeichnet wurde die Sendung in der Discothek Steffy in Oberhausen.
Zunächst war nur eine Sendung vorgesehen. Im November 2016 wurde bekannt, dass die Personality-Show mit weiteren Episoden fortgesetzt wird.
Sträters Männerhaushalt war für den Deutschen Comedypreis 2017 und 2018 in der Kategorie Beste Comedy-Show nominiert.
Am 1. April 2019 wurde bekannt, dass am 13. April die letzte reguläre Folge der Show läuft. Nach 20 Episoden (19 Folgen und das Special Weihnachtsmännerhaushalt) endete die Sendung.
Die Nachfolgesendung namens Sträter ist im Frühjahr 2020 auf Sendung gegangen.

## Ausstrahlung
Es wurden neunzehn reguläre Folgen ausgestrahlt. Am 30. September 2017 wurde als Special ein einstündiges Best of mit den besten Gesprächen der bisherigen Sendungen gezeigt. Im November 2018 gab es ein Best of 2018. Zu Weihnachten 2018 wurde ein 90-minütiges Weihnachtsspecial mit den Gästen Dieter Nuhr, Carolin Kebekus und Atze Schröder ausgestrahlt.

### Episoden und Gäste
| Nr. | Gäste                                       | Premiere D    |
| --- | ------------------------------------------- | ------------- |
| 1   | Atze Schröder und Johann König              | 7. Mai 2016   |
| 2   | Christoph Maria Herbst und Wolfgang Trepper | 26. Nov. 2016 |
| 3   | Ina Müller und Ingo Naujoks                 | 10. Dez. 2016 |
| 4   | Dieter Nuhr und Jochen Malmsheimer          | 4. März 2017  |
| 5   | Bernhard Hoëcker und Hennes Bender          | 23. März 2017 |
| 6   | Jürgen von der Lippe und Nelson Müller      | 29. Apr. 2017 |
| 7   | Carolin Kebekus und Olaf Schubert           | 6. Mai 2017   |
| 8   | Hugo Egon Balder und Götz Alsmann           | 7. Okt. 2017  |
| 9   | Michael Mittermeier und Sebastian Pufpaff   | 28. Okt. 2017 |
| 10  | Markus Krebs und Hazel Brugger              | 25. Nov. 2017 |
| 11  | Kai Pflaume und Paul Panzer                 | 9. Dez. 2017  |
| 12  | Michael Kessler und Tobias Mann             | 3. März 2018  |
| 13  | Ralf Schmitz und Abdelkarim                 | 31. März 2018 |
| 14  | Ingo Appelt und Bastian Bielendorfer        | 28. Apr. 2018 |
| 15  | Richy Müller und Micky Beisenherz           | 28. Juli 2018 |
| 16  | Matthias Opdenhövel und Katrin Bauerfeind   | 6. Okt. 2018  |
| 17  | Max Giermann und Ralf Richter               | 10. Nov. 2018 |
| 18  | Mario Barth und Ingolf Lück                 | 30. März 2019 |
| 19  | Oliver Welke und Sasha                      | 13. Apr. 2019 |

### Specials
| Nr.                                                | Titel                             | Premiere D    |
| -------------------------------------------------- | --------------------------------- | ------------- |
| 1                                                  | Best of (1)                       | 30. Sep. 2017 |
| 2                                                  | Best of 2018                      | 24. Nov. 2018 |
| 3                                                  | Sträters Weihnachtsmännerhaushalt | 25. Dez. 2018 |
| mit Dieter Nuhr, Carolin Kebekus und Atze Schröder |                                   |               |
| 4                                                  | Die schönsten Momente             | 5. Aug. 2019  |